# Harold Norse
Harold Norse (* 6. Juli 1916 in Brooklyn, New York City; † 8. Juni 2009 in San Francisco) war ein US-amerikanischer Schriftsteller und Lyriker, der zur literarischen Gruppe der Beat Generation gehörte.

## Leben
Norse wurde 1916 in Brooklyn als Harold Rosen von einer unverheirateten Immigrantin aus Litauen geboren; seinen neuen Namen bildete er in den frühen 1950er Jahren als Anagramm aus Rosen. Aufgewachsen in New York City, wohnte Norse von 1954 bis 1959 in Italien und von 1960 bis 1963 im Pariser Beat Hotel, wo auch William S. Burroughs, Brion Gysin und Allen Ginsberg zeitweilig abstiegen. Norse schrieb im Beat Hotel einen experimentellen Roman mit dem Titel Beat-Hotel, der 1975 in deutscher Übersetzung von Carl Weissner erschien. Während eines Aufenthaltes in Florenz las er ein Buch über den Buddhismus. Die Philosophie hatte einen starken Einfluss auf ihn, was auch in einigen Veröffentlichungen Ausdruck fand (siehe Carole Tonkinson, Big Sky Mind).
1969 kehrte er in die USA zurück. In dem 1976 erschienenen Buch Carnivorous Saint: Gay Poems schrieb Norse Gedichte mit schwuler Thematik. Da er offen über seine homosexuellen Abenteuer in den 1940er und 1950er
Jahren schrieb, wurde Norse einer der literarischen Vorreiter der Lesben- und Schwulenbewegung. Sein Leben, seine literarischen Einflüsse und Vorbilder Tennessee Williams, James Baldwin, Lawrence Ferlinghetti, Charles Bukowski und W.S. Burroughs beschrieb er in seiner Autobiographie Memories of a Bastard Angel. Norse teilte auch mit, dass ihn William Carlos Williams 1951 in einem Brief als den besten Dichter seiner Generation angesprochen habe.
Harold Norse wurde von der National Poetry Association ausgezeichnet und erhielt zweimal das Stipendium der NEA.

## Werke (Auswahl)
- Karma Circuit, Nothing Doing In London, London 1967, Neuauflage: Panjandrum Press, San Francisco 1973. (dt. Karmakreis) Stadtlichter Presse, Wenzendorf 2016. Zweisprachig, aus dem Amerikanischen von Ralf Zühlke und mit einem Nachwort von Judith Pouget. ISBN 978-3-936271-83-6.
- Hotel Nirvana. City Lights, San Francisco 1974. ISBN 0-87286-078-7.
- Beat Hotel, MaroVerlag, Augsburg 1975. Mit Collagen von Norman Ogue Mustill. Übersetzt von Carl Weissner. ISBN 978-3-87512-229-9.
  - Beat Hotel, Atticus Press, San Diego, 1983, ISBN 0-912377-00-3.
- Carnivorous Saint: Gay Poems 1941–1976. Gay Sunshine Press, San Francisco 1977. ISBN 0-917342-55-0.
- Memoirs of a Bastard Angel, William Morrow and Company, New York 1989. ISBN 0-688-06704-2.
- The American Idiom: A Correspondence, William Carlos Williams. Bright Tyger Press, San Francisco 1990. ISBN 0-944378-79-X.
- Fly Like a Bat Out of Hell: The Letters of Harold Norse and Charles Bukowski. Thunder’s Mouth Press, New York 2002. ISBN 1-56025-349-5.
- In the Hub of the Fiery Force, Collected Poems of Harold Norse 1934–2003. Thunder’s Mouth Press, New York  2003. ISBN 1-56025-520-X.